# 关东宪兵
关东宪兵，是日本关东军建制内的陆军宪兵。配合日军搜集情报，兼负军事警察任务、镇压中国东北民众的反日反满活动。

## 历史
1904年日俄战争时期，日本宪兵本部抽调、配属宪兵于满洲派遣军第三军兵站管理部。
1905年9月，沙皇俄国战败，日本得到南满铁路与辽东半岛，设置了“关东总督府”和“南满铁道株式会社”。1905年12月，撤销辽东兵站监，将辽东兵站监的宪兵改编为“关东宪兵队”，福永定中佐任关东宪兵队队长，本部设在旅顺口。下辖旅顺、奉天、安东、大连、辽阳、公主岭等宪兵分队。在鞍山、抚顺、本溪、四平、铁岭等地成立了宪兵分遣队。1906年10月，关东宪兵队被明文划归到关东都督府隶下，任务是对驻满洲的日军师团及独立守备队执行军事警察和司法警察业务;在“关东州”和满铁附属地内兼负行政警察和司法警察责任。关东宪兵队的业务关系、人员培训等受日本国内宪兵司令部指导，称为“第十五宪兵队”。
1919年4月，日本把关东都督府一分为二：民政部改为“关东厅”，陆军部改为“关东军司令部”。7月，关东宪兵队划归日本宪兵司令部直属，专门对关东军执行军事警察业务，将行政警察业务移交给关东厅。
“九一八”事变后，1931年9月21日，关东宪兵队升格为关东宪兵司令部，1932年6月脱离日本宪兵本部的隶属，转为关东军作战序列，受关东军司令官统辖。由“敕令宪兵”转为“军令宪兵”，按照“战地宪兵作战要务令”进行活动。关东宪兵司令部由旅顺迁至沈阳，现址为东北育才学校初中部使用的北校区西楼。

1933年又迁至满洲国新京（长春）原日本领事馆。1934年新建的关东宪兵司令部落成，现址为吉林省人民政府机关大楼。
1933年热河事变后，成立承德宪兵队。

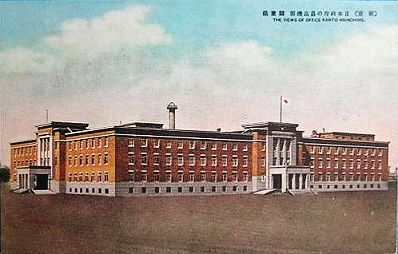
新京的关东宪兵司令部

1934年为实行“冶安肃正”，继续从日本、朝鲜调来大批宪兵，配置于各地宪兵队和关东军“讨伐队”内，向抗联游击根据地追剿进攻。并大量增设宪兵队本部。
1945年初，关东宪兵兵力4946人。
1945年8月，苏联红军出兵东北，关东宪兵司令部迁至通北，被苏军在通北解除武装。

### 关东宪兵的组织与建制
自1931年日本关东宪兵司令部成立后，统辖满洲国各地的宪兵队本部、宪兵分队、宪兵分遣队(或派遣队)。
宪兵队本部设有队长室、副官室、庶务室（人事、文件、考勤、车辆马匹、武器等队务工作）、经理室（财务与后勤）、医务室（军医与兽医）、特高课（防谍与政治侦察）、警务室（军风军纪、守护军用物货和军事工程）、特高工作班（外勤便衣侦察）、厩舍、车队等。宪兵队主要领导为队长（陆军宪兵中佐，负责抓总）、副官（陆军宪兵中尉，分管庶务室、经理室、医务室）、特高课长（陆军宪兵少尉，一般兼任警务室长）。
宪兵分队，设尉官级分队长一名，下辖特高班、警务班、庶务班，重要城镇设邮检班。
宪兵分遣队 (或宪兵派遣队):设队长一名，下辖特高系、警务系、战务系、庶务系。
宪兵诘所：设在重要火车站、国境附近，盘查上下车旅客，并派驻客运列车上领导乘警检查旅客证件与随身物品。
从日军部队中挑选上等兵以上衔级的士兵，进入宪兵教事队训练六个月，出校后任宪兵职务。从投靠日满当局的中国人、朝鲜人、白俄、蒙古人中挑选合适者，入宪兵学校学习特务工作办法三个月后，担任宪补职务，辅助日本宪兵工作。在朝鲜人中招考培养的，成为宪兵补，地位高于宪补。宪兵队在社会上各行各业大量招用密侦，充当耳目与告密者，一般分为职业密侦（如餐馆、旅店、妓女等）、游动密侦（社会闲散人员作为外勤）、固定密侦、刑事密侦与特高密侦等。
- 新京宪兵队
- 奉天宪兵队
  - 满铁附属地宪兵分队
    - 铁岭宪兵分遣队
- 吉林宪兵队
- 齐齐哈尔宪兵队：齐齐哈尔、昂昂溪等几个分队。
- 哈尔滨宪兵队：1932年5月设立。设置了3个分队。以后又在齐齐哈尔、阿城线东西方向设了派遣宪兵队。
- 承德宪兵队
- 牡丹江宪兵队：1936年4月成立。旧址现为光华街奋强小学院内。成立时有宪兵136人、宪补5人、密侦478人，宪兵队长田中牧大佐。
  - 宁安宪兵分队：1932年成立，隶属于哈尔滨宪兵队本部。在宁安的东京城、温春、兰岗等地设立宪兵分遣队。1937年转隶牡丹江宪兵队。
- 佳木斯宪兵队：原址现为佳木斯市总工会。
- 孙吴宪兵队：1937年8月设立，主要任务是侦察打击苏联派遣的越境情报人员。1938年由于东北抗日联军第3路军西征进驻开辟小兴安岭西麓的游击去，孙吴宪兵队本部迁北安，改称北安宪兵分遣队。1941年7月。本部再次迁往孙吴，又改称孙吴宪兵队。1945年7月15日撤销孙吴宪兵队，将孙吴宪兵队本部及下设的分队、派遣队分别编入哈尔滨、齐齐哈尔宪兵队。
  - 孙吴宪兵分队 
    - 奇客宪兵分遣队

  - 克山宪兵分队
  - 北安宪兵分队
    - 绥化宪兵分遣队
    - 龙镇宪兵分遣队
    - 泰安宪兵分驻所

  - 黑河宪兵分队
  - 山神府宪兵分队
    - 纳金口子分遣队
    - 瑷珲宪兵分驻所
    - 神武屯宪兵分遣队
    - 源利宪兵派遣队

  - 嫩江宪兵分队
- 通辽宪兵队
- 海拉尔宪兵队： 始建于133年末，初为宪兵分队建制，隶属于齐齐哈尔宪兵队本部，分队长秋筱贯三少佐，分队驻车站街（今海拉尔铁路分局列车段劳服公司院内）。1936年关东军宪兵队扩编，海拉尔建立了宪兵队本部（驻地在仁德里街，今农垦医院门诊部二层楼房即其原址），直属关东宪兵司令部。有大量以社会的各种职业场所为掩护的特务接头、联络活动据点和专职或业余特务情报人员，仅据海拉尔宪兵队本部及直属海拉尔分队1939年年度资料，拥有“联络员”、“秘侦”和“嘱托”等不同层次身份的特务分子290多人，有60多处特务活动据点。触角遍布全市各行业，如浴池、理发业、旅馆、饭店、赌场、妓院、商场、照相和协和会、劳工协会、马车组合等各种社团中均有宪兵队的活动据点，在当年全市3万人口中，几乎每百人就有一个宪兵密探。[1]
  - 海拉尔宪兵分队
- 密山宪兵队
- 锦州宪兵队
  - 山海关宪兵分队
- 王爷庙宪兵队（今乌兰浩特）
- 鞍山宪兵队：1944年7月从奉天宪兵队分立。
- 公主岭宪兵队
- 安东宪兵队
- 大连宪兵队